# Mats Bergman
Mats Bergman, född 5 maj 1948 i Örgryte, Göteborg, är en svensk skådespelare.

## Biografi
Mats Bergman gick ut från Teaterhögskolan i Stockholm 1971. Han verkade därefter som skådespelare vid Norrbottensteatern och Stockholms Stadsteater innan han 1987 fick anställning i Dramatens fasta ensemble. Många känner igen honom från rollen som Bruno Anderhage i två av Stig-Helmer-filmerna och som kriminalteknikern Nyberg i Wallander-serien.
Mats Bergman är son till Ingmar Bergman och Ellen Bergman och bror till Anna, Eva och Jan Bergman samt halvbror till flygkaptenen Ingmar Bergman jr, Daniel Bergman, Lena Bergman, Maria von Rosen och Linn Ullmann. Han var 1991–2003 gift med kostymtecknaren Anna Bergman (född 1965).

## Filmografi i urval
- 1975 – Tjocka släkten (TV-serie)
- 1979 – Den nya människan
- 1981 – Drottning Kristina (TV-pjäs)
- 1981 – Du måste förstå att jag älskar Fantomen (TV-serie)
- 1981 – Olsson per sekund eller Det finns ingen anledning till oro
- 1981 – Skärp dig, älskling! (TV-serie)
- 1982 – Fanny och Alexander
- 1982 – Oldsmobile
- 1984 – Hur ska det gå för Pettersson? (TV-teater)
- 1986 – Prästkappan (TV-serie)
- 1987 – Jim och piraterna Blom
- 1987 – Don Juan
- 1987 – Träff i helfigur (TV-serie)
- 1988 – Kråsnålen
- 1988 – Gull-Pian
- 1990 – Honungsvargar
- 1991 – Den ofrivillige golfaren
- 1994 – Kan du vissla Johanna
- 1994 – Fallet Paragon (TV-serie)
- 1995 – Den täta elden (TV-serie)
- 1996 – Monopol
- 1996 – Att stjäla en tjuv
- 1999 – Hälsoresan – En smal film av stor vikt
- 2000 – Herr von Hancken (TV-serie)
- 2003 – Belinder auktioner
- 2003 – Ondskan
- 2004 – Danslärarens återkomst
- 2005 – Wallander – Innan frosten
- 2005 – Wallander – Byfånen
- 2005 – Wallander – Bröderna
- 2005 – Wallander – Mörkret
- 2005 – Wallander – Afrikanen
- 2006 – Wallander – Den svaga punkten
- 2006 – Wallander – Mastermind
- 2006 – Wallander – Fotografen
- 2006 – Wallander – Täckmanteln
- 2006 – Wallander – Luftslottet
- 2006 – Wallander – Blodsband
- 2006 – Wallander – Jokern
- 2006 – Wallander – Hemligheten
- 2006 – Göta Kanal 2 - Kanalkampen
- 2007 – En riktig jul (Julkalendern i Sveriges television) (ett avsnitt)
- 2008 – LasseMajas detektivbyrå - Kameleontens hämnd
- 2009 – Wallander – Hämnden
- 2009 – Wallander – Skulden
- 2009 – Wallander – Kuriren
- 2009 – Wallander – Cellisten
- 2009 – Wallander – Tjuven
- 2009 – Wallander – Prästen
- 2009 – Wallander – Läckan
- 2009 – Wallander – Skytten
- 2010 – Wallander – Dödsängeln
- 2010 – Wallander – Vålnaden
- 2010 – Wallander – Arvet
- 2010 – Wallander – Indrivaren
- 2010 – Wallander – Vittnet
- 2012 – Flimmer
- 2013 – Wallander – Den orolige mannen
- 2013 – Wallander – Försvunnen
- 2013 – Wallander – Sveket
- 2013 – Wallander – Saknaden
- 2013 – Wallander – Mordbrännaren
- 2013 – Wallander – Sorgfågeln
- 2013 – Inkognito (TV-serie)
- 2018 – Sthlm Rekviem (TV-serie)

## Teater

### Roller
| År   | Roll                                                                | Produktion                                                                                  | Regi                | Teater                 |
| ---- | ------------------------------------------------------------------- | ------------------------------------------------------------------------------------------- | ------------------- | ---------------------- |
| 1972 |                                                                     | Herrn går på jakt (Monsieur chasse!) Georges Feydeau                                        | Christian Lund      | Norrbottensteatern     |
| 1976 |                                                                     | Den heliga familjen Rudolf Värnlund                                                         | Christian Lund      | Norrbottensteatern     |
| 1977 | Hammar                                                              | Hermelinarna eller drömmen om stålverket Lars Molin och Macke Nilsson                       | Christian Lund      | Norrbottensteatern     |
| 1978 | En ädling                                                           | Othello William Shakespeare                                                                 | Johan Bergenstråhle | Stockholms stadsteater |
| 1979 | Frederick Treves                                                    | Elefantmannen (The Elephant Man) Bernard Pomerance                                          | Jurij Lederman      | Stockholms stadsteater |
| 1980 | Bowers                                                              | Terra Nova Ted Tally                                                                        | Fred Hjelm          | Stockholms stadsteater |
| 1980 | Bankirens son Höna 1                                                | Hoppla, vi lever! (Hoppla, wir leben!) Ernst Toller                                         | Fred Hjelm          | Stockholms stadsteater |
| 1982 | Milyj, hingst m. fl.                                                | Historien om en häst (Холстомер, Cholstomer) Leo Tolstoj                                    | Lars Edström        | Stockholms stadsteater |
| 1982 | Officern                                                            | Brott och straff (Преступление и наказание, Prestuplenije i nakazanije) Fjodor Dostojevskij | Jan Håkanson        | Stockholms stadsteater |
| 1983 | Soljonyj                                                            | Tre systrar (Три сeстры, Tri sestry) Anton Tjechov                                          | Otomar Krejča       | Stockholms stadsteater |
| 1984 | Valter Lucentio                                                     | Så tuktas en argbigga (The Taming of the Shrew) William Shakespeare                         | Marianne Rolf       | Stockholms stadsteater |
| 1987 | Aktör                                                               | Drottningens juvelsmycke Carl Jonas Love Almqvist                                           | Peter Oskarson      | Dramaten               |
| 1988 | Hans Windrank, skeppare                                             | Mäster Olof August Strindberg                                                               | Lennart Hjulström   | Dramaten               |
| 1988 | Tiger-Brown                                                         | Tolvskillingsoperan (Die Dreigroschenoper) Bertolt Brecht och Kurt Weill                    | Peter Langdal       | Dramaten               |
| 1988 | Korovjev Doktorn                                                    | Mästaren och Margarita (Мастер и Маргарита, Master i Margarita) Michail Bulgakov            | Jurij Ljubimov      | Dramaten               |
| 1991 | Petter Broder Giovanni                                              | Romeo och Julia (The Tragedy of Romeo and Juliet) William Shakespeare                       | Peter Langdal       | Dramaten               |
| 1992 | Figaro                                                              | Figaros bröllop (La Folle Journée, ou Le Mariage de Figaro) Pierre de Beaumarchais          | Wilhelm Carlsson    | Dramaten               |
| 1993 | Mannen utan klocka                                                  | Rummet och tiden (Die Zeit und das Zimmer) Botho Strauss                                    | Ingmar Bergman      | Dramaten               |
| 1994 | Raema, skådespelare                                                 | Goldbergvariationer (Die Goldberg-Variationen) George Tabori                                | Ingmar Bergman      | Dramaten               |
| 1996 |                                                                     | Rakt ner i fickan (Cash on Delivery) Michael Cooney                                         | Lars Amble          | Maximteatern           |
| 1998 | Shu Fu                                                              | Den goda människan från Sezuan (Der gute Mensch von Sezuan) Bertolt Brecht                  | Thorsten Flinck     | Dramaten               |
| 1999 | Ragueneau                                                           | Cyrano de Bergerac Edmond Rostand                                                           | Ronny Danielsson    | Dramaten               |
| 2000 | Niklas Botten, vävare                                               | En midsommarnattsdröm (A Midsummer Night's Dream) William Shakespeare                       | John Caird          | Dramaten               |
| 2003 | Axel                                                                | Farmor och vår Herre Hjalmar Bergman                                                        | Christian Tomner    | Dramaten               |
| 2005 | Bödeln                                                              | Sultanens hemlighet (alʼSultan al-hair) Tawfiq al-Hakim                                     | Eva Bergman         | Dramaten               |
| 2006 | Kolaren Positivhalaren Nyttoväxt Rimfrost Julbock Herr Fabriksägare | Petter och Lotta och stora landsvägen Lucas Svensson efter Elsa Beskow                      | Carolina Frände     | Dramaten               |
| 2009 | Pastor Evans                                                        | Muntra fruarna i Windsor (The Merry Wives of Windsor) William Shakespeare                   | John Caird          | Dramaten               |
| 2015 | Tony                                                                | Livet är en schlager Jonas Gardell och Fredrik Kempe                                        | Jonas Gardell       | Cirkus, Stockholm      |